# Muggiò (Como)
Muggiò è un quartiere meridionale del comune di Como.

## Etimologia
- In iscrizioni del XIII secolo appare la dicitura "terra de Mugio", che deriverebbe dal latino metulatus, metula, meta, ossia colonnetta, ma anche altura.
- Avrebbe rapporti il nome anche con il termine dialettale mucc, un mucchio, ossia un rilievo di terreno[2].

## Storia
Dal XVII secolo al 1753 Muggiò è un comune sotto la parrocchia di Albate, faceva parte dei corpi santi di Como ed aveva una popolazione di 41 abitanti. Non vi risiedeva alcun ufficiale e pertanto, per lo svolgimento della vita amministrativa, pagava un contributo alla città di Como, alla giurisdizione del cui podestà era sottoposta. Nel 1753 nell'indice delle pievi e comunità dello stato di Milano risulta unito con le altre comunità di Acquanegra, Trecallo e Baraggia al comune di Albate, inserito tra i corpi santi della città di Como.

## Monumenti e luoghi d'interesse

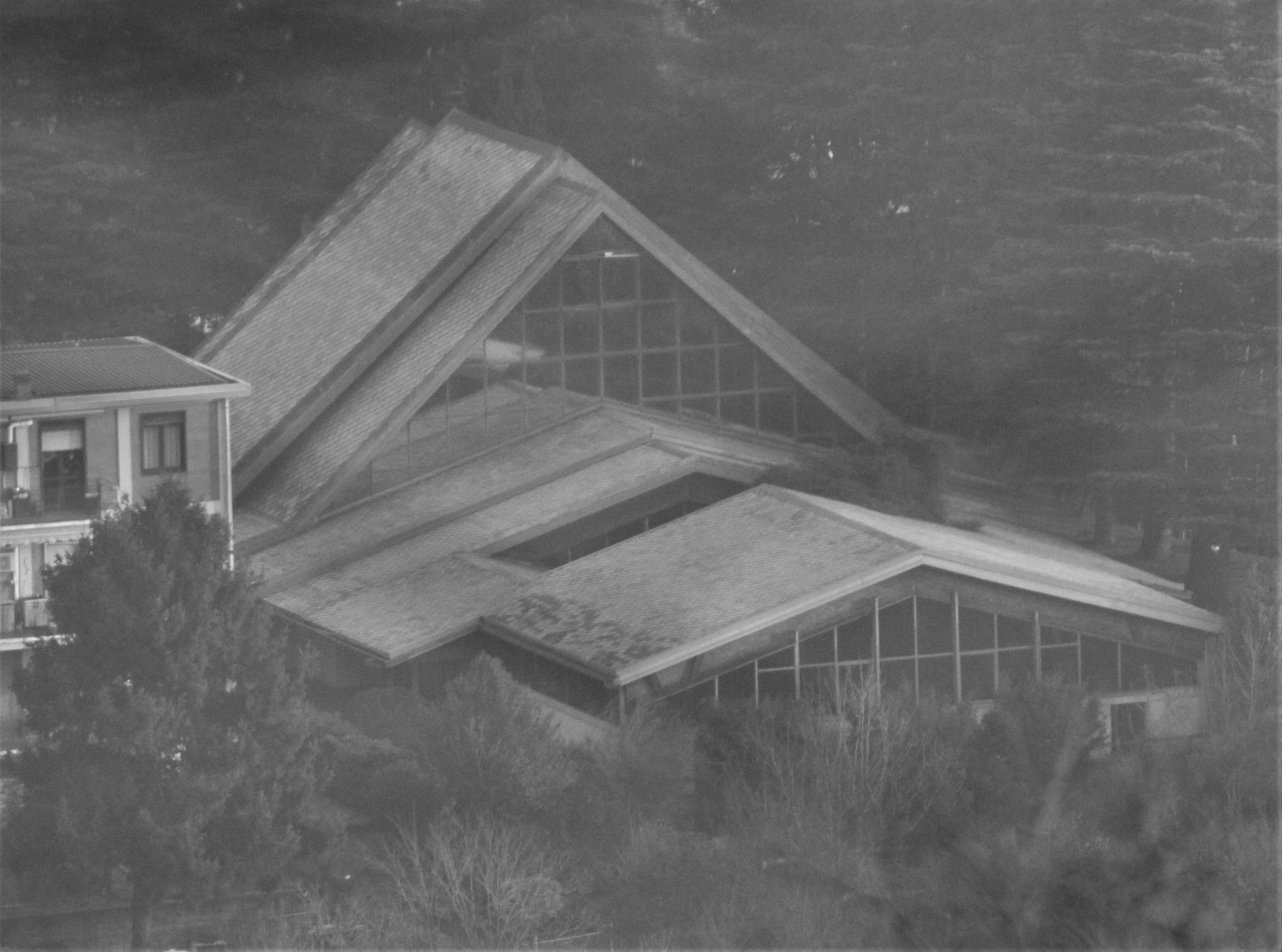
La chiesa di Santa Maria Regina vista dal Castel Baradello

### Architetture religiose
Nel 1964 il vescovo Felice Bonomini dotò Muggiò di una parrocchia autonoma (peraltro insignita del titolo di prepositura), nata dallo smembramento di territori delle parrocchie di Albate, Camerlata e San Giuseppe di Como. Tra la fine degli anni 1960 e i primi del decennio successivo venne edificata la chiesa di Santa Maria Regina, progettata dall'architetto Lino Ferrario su impulso del parroco don Aldo Fortunato. Fu la prima chiesa italiana costruita in legno lamellare.

## Società

### Evoluzione demografica
Abitanti censiti all'interno del comune di Como:
- 1981: 2526
- 1991: 2312
- 2001: 2122
- 2008: 2054

## Infrastrutture e trasporti
Il quartiere di Muggiò è servito dalla stazione ferroviaria di Como-Camerlata. È inoltre attraversato dalla strada provinciale 36 detta Canturina, la quale da Como porta a Cantù, città collegate tramite autobus.

## Sport
A Muggiò si trovano un campo di atletica del CONI e la piscina olimpionica di Como, la quale è chiusa da Luglio 2019 per lavori di rifacimento. Vi è attiva una squadra di calcio, l' "Ac Muggiò", in seguito alla scomparsa della "Fulgor Muggiò" (quest'ultima confluita nell'Ardita Como di Rebbio).